# Dolinczański Potok (dopływ Chochołowskiego Potoku)
Dolinczański Potok – potok, dopływ Chochołowskiego Potoku. Cała jego zlewnia obejmuje Dolinczański Żleb w Tatrach Zachodnich. Jest to żleb na wschodnich stokach Grzesia wznoszącego się nad Polaną Chochołowską. Dolinczański Potok wypływa poniżej Łuczniańskiej Przełęczy ze szczelinowego, skalnego źródła znajdującego się na wysokości 1515 m. Koryto potoku jest wyżłobione w skałach krystalicznych i zawalone skalnym rumoszem. Potok spływa w kierunku północno-wschodnim dnem Dolinczańskiego Żlebu i w lesie, około 330 m na południe od drogi prowadzącej Polaną Chochołowską uchodzi do Chochołowskiego Potoku jako jego lewy dopływ. Następuje to na wysokości około 1120 m.
Jest to niewielki potok. Powierzchnia zlewni wynosi 3,374 km², długość potoku 1,44 km, a średni spadek 28%. Potok przecina obrzeża utworzonego przez siebie stożka piargowego. Prawdopodobnie w stożku tym następuje ucieczka części jego wód. Znajdują się w nim bowiem dwa źródła, prawdopodobnie zasilane wodą z potoku (przynajmniej częściowo).
Koryto potoku przecina, tuż powyżej jego ujścia, zielony szlak turystyczny z Polany Chochołowskiej.